# (1042) Amazone
Pour les articles homonymes, voir Amazone.
(1042) Amazone est un astéroïde de la ceinture principale découvert le 22 avril 1925 par l'astronome allemand Karl Reinmuth.
Sa désignation provisoire était 1925 HA. Il tire son nom du fleuve Amazone.
Sa distance minimale d'intersection de l'orbite terrestre est de 1,996629 ua.